# A Little Madonna
A Little Madonna er en amerikansk stumfilm fra 1914 af Ulysses Davis.

## Medvirkende
- Patricia Palmer som Marie.
- William Desmond som Paul Langrois.
- Jane Novak.
- Charles Bennett som Guido.
- Anne Schaefer.